# May und Mina Moore

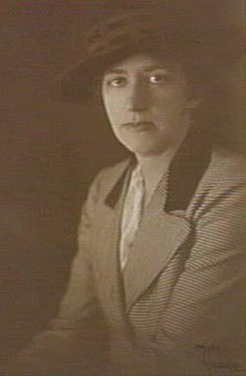
Minnie Louise Moore, Selbstporträt

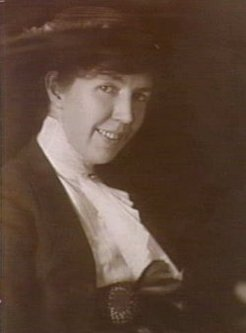
Annie May Moore, von einem unbekannten Fotografen, zwischen 1900 und 1915

Die Geschwister May und Mina Moore waren neuseeländische Fotografinnen. Sie leiteten Fotostudios, zunächst in Wellington und dann in Sydney und Melbourne. Ihre Arbeit signierten sie meist gemeinsam mit May und Mina Moore. Sie sind für ihre Porträtfotografie im Rembrandt-Stil bekannt und zu ihren Motiven gehörten berühmte Künstler, Musiker und Schriftsteller der damaligen Zeit.

## Leben und Werk
Annie May Moore (* 4. Januar 1881 in Wainui, Neuseeland; † 10. Juni 1931 in Pittwater, Australien) und Minnie Louise Moore (* 6. Oktober 1882 in Wainui, Neuseeland; † 30. Januar 1957 in Croydon, (Victoria), Australien) waren die älteste und zweitälteste Tochter unter den sieben Kindern des in England geborenen Sägers und Bauern Robert Walter Moore und seiner Frau Sarah Jane, geborene Hellyer.
May Moore studierte an der Elam School of Art and Design in Auckland und arbeitete ab etwa 1904 als Porträtkünstlerin in Auckland. 1906 verkaufte sie mit Feder und Tinte erstellte Porträtskizzen auf der International Exhibition in Christchurch. Sie zog nach Wellington und malte Ölporträts in einem gemieteten Atelier.
Mina Moore, wie Minnie Moore genannt wurde, war Lehrerin und hatte keine künstlerische Ausbildung. Sie interessierte sich für die Fotografie, als sie Bilder entwickelte, die sie 1907 bei einem Besuch in Australien mit einer geliehenen Kamera aufnahm.
Nach ihrer Rückkehr nach Wellington kauften die Schwestern das Willis Street-Studio und May Moore lernte noch von dem ehemaligen Personal den Umgang mit der Kamera. Die Schwestern entwickelten einen unverwechselbaren Stil der Nahaufnahme von Kopfporträts im Studio, bei dem das einzige Licht, das aus einem offenen Fenster kam, auf eine Seite des Gesichts schien. Sie waren Vorreiter bei Sepia-Tönungen und Fotopapier. Sie verzichteten auf die vorherrschenden „schweren Hintergründe und steifen Accessoires“ und entschieden sich für einen Sackleinen- oder Stoffhintergrund. Als Theaterbesucherinnen spezialisierten sie sich auf Kostümstudien von Gastkompanien. 1909 wurde das in Sydney ansässige Unternehmen Australasian Photo Review gegründet und reproduzierte das erste von vielen Porträts von May Moore.

## Ateliers in Australien
Als May Moore 1910 Sydney besuchte, richteten Freunde für sie ein provisorisches Atelier ein und Livingston Hopkins, David Low und die Lindsays gehörten zu ihren ersten Modellen. 1911 eröffnete sie ein Atelier in der George Street und zog später in die King Street. Mina Moore leitete das Studio in Wellington und zog 1911 zu ihrer Schwester nach Sydney.
1913 eröffneten die Schwestern ein Studio in der Innenstadt von Melbourne und spezialisierten sich auf Theaterfotografie. Sie hatten bald einen großen Kundenkreis. Mina Moore arbeitete eine Zeit lang mit einer freiberuflichen Journalistin zusammen und kombinierte Interview- und Porträtsitzungen.
Die Fotografien der Schwestern von Schauspielern, Musikern, Schriftstellern und Künstlern wurden in Magazinen wie The Home, Lone Hand und Triad veröffentlicht. Sie waren oft Mitunterzeichner, obwohl sie bis auf zwei Jahre jeweils getrennte Studios in verschiedenen Städten betrieben. Im Ersten Weltkrieg widmeten sie sich der Porträtierung uniformierter Soldaten. Ihre Fotografien von Hunderten australischen Soldaten des Ersten Weltkriegs trugen zwischen 1914 und 1918 erheblich zum Einkommen der Schwestern bei und machten es zu einem großen Faktor für ihren finanziellen Erfolg.
May Moore heiratete 1915 in Sydney den Zahnarzt Henry Hammon Wilkes, der seine Praxis aufgab, um in ihrem Studio zu helfen. Mina Moore heiratete am 20. Dezember 1916 in Melbourne den Firmensekretär und Dichter William Alexander Tainsh.
May Moore beschäftigte, außer in der Dunkelkammer, nur Frauen. Eine ihrer Atelierassistenten im Jahr 1925 war Elizabeth Mahony. Sie malte auch Miniaturen auf Elfenbein, die sie bei der NSW Society of Women Painters ausstellte. Eine Krankheit zwang sie 1928, in den Ruhestand zu gehen, doch sie malte weiterhin Landschaften. Sie war Mitglied der Society of Women Painters in Sydney, der Professional Photographers Association of Australia, der Musical Association of New South Wales und des Lyceum Club. Sie starb am 10. Juni 1931 in ihrem Haus in Pittwater an Krebs.
Mina Moore zog sich 1918 nach der Geburt ihres ersten ihrer drei Kinder aus dem Geschäft zurück. Sie verkaufte das Studio in Melbourne an Ruth Hollick. Ihre gesamte professionelle Arbeit wurde im Studio ausgeführt und es war nicht bekannt, dass sie im Freien fotografierte. Ein Auftrag aus dem Jahr 1927 war ein Präsentationsbuch mit Fotografien für die Shell Oil Company, bei der ihr Mann arbeitete. Zu ihren Freunden gehörten die Künstlerinnen Clara Southern, Jessie Traill und Jo Sweatman. Mina Moore starb am 30. Januar 1957 im Alter von 75 Jahren in Croydon.
Beide Schwestern interessierten sich sehr für Theater und einige ihrer frühen Arbeiten befassten sich mit „Kostümstudien“ für Theatergruppen. Ihr erster großer Auftrag bestand darin, die gesamte Besetzung einer amerikanischen Theatergruppe zu fotografieren, die zu dieser Zeit Neuseeland besuchte. Die in Neuseeland entstandenen Arbeiten der Schwestern scheinen immer unter May Moores Namen herausgegeben worden zu sein, das australische Werk hatte jedoch normalerweise einen gemeinsamen Stempel.
May und Mina Moore gehörten zu einer Minderheit herausragender früher australischer Fotografen, die ihre Leidenschaft für Kunst und Theater nutzten, um eine florierende kommerzielle Praxis zu entwickeln. Sie fotografierten nicht nur Künstler, Schriftsteller, beliebte Entertainer, Schauspieler und Theaterleute aus verschiedenen Teilen der Welt, sondern sie nutzten ihre Fähigkeiten auch, um Porträts von bekannten Persönlichkeiten zu erstellen, die ihre eigenen kosmopolitischen Vorlieben teilten.

## Fotografien von May und Mina Moore

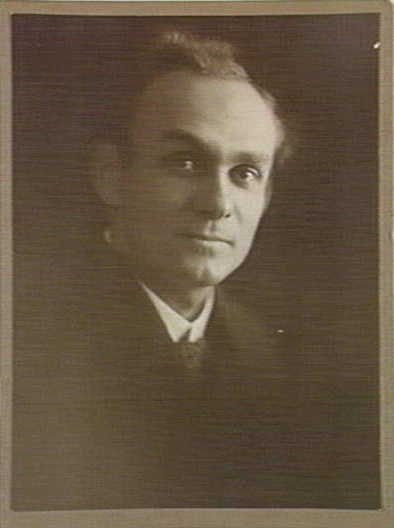
Cyril Monk, australischer Geiger
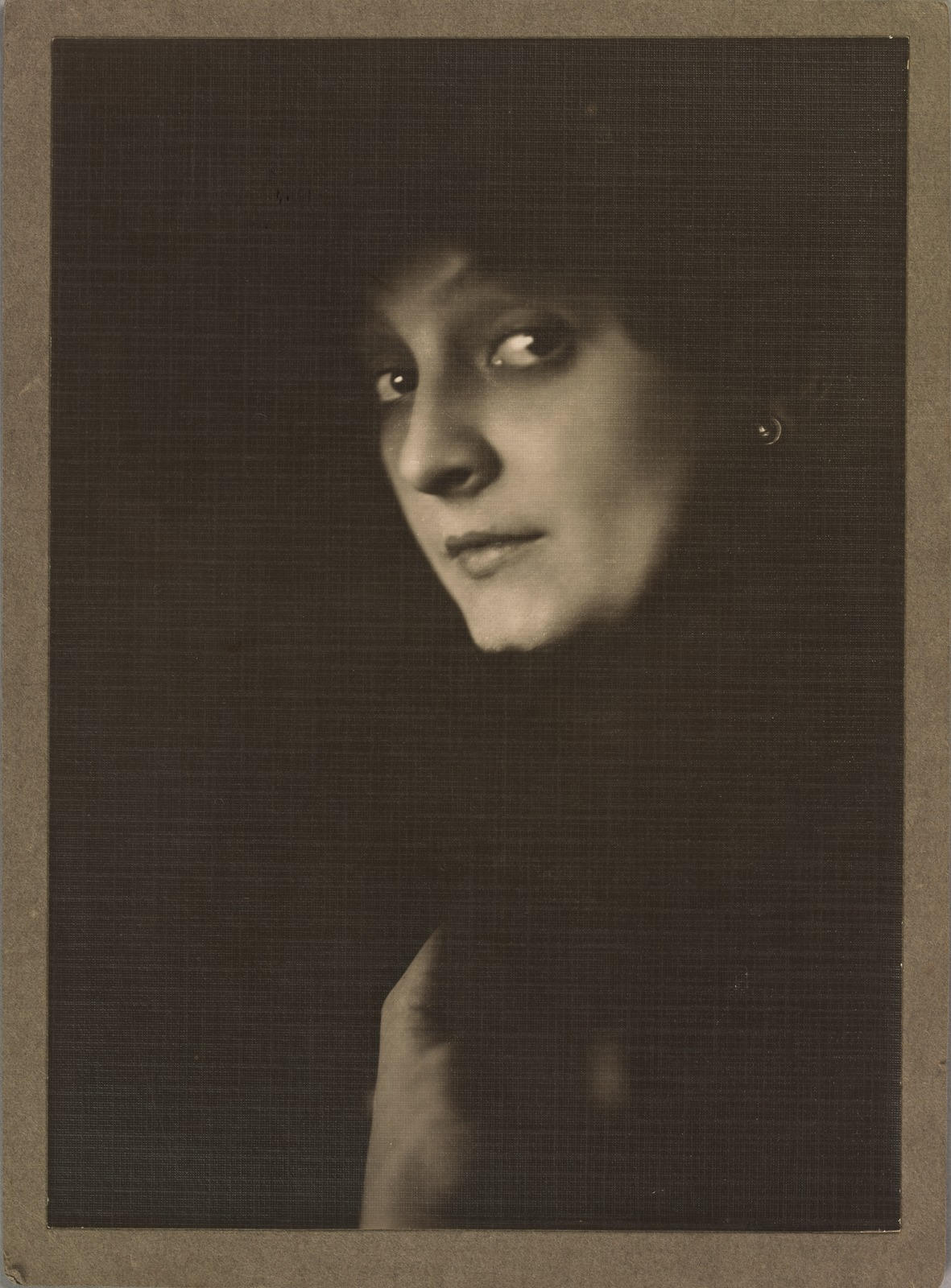
Australische Schauspielerin Vera Pearce
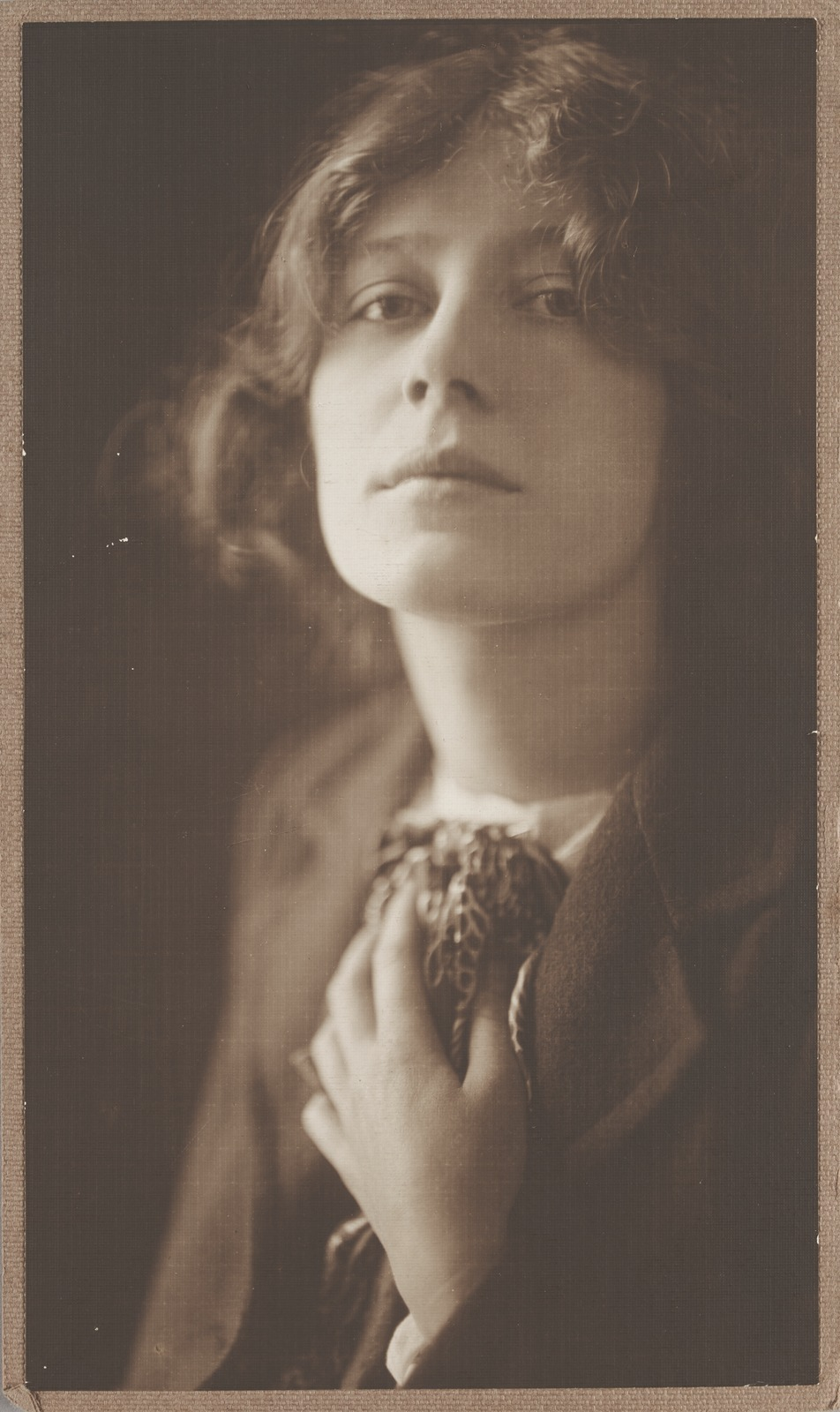
Porträtfoto der Künstlerin Esther Paterson
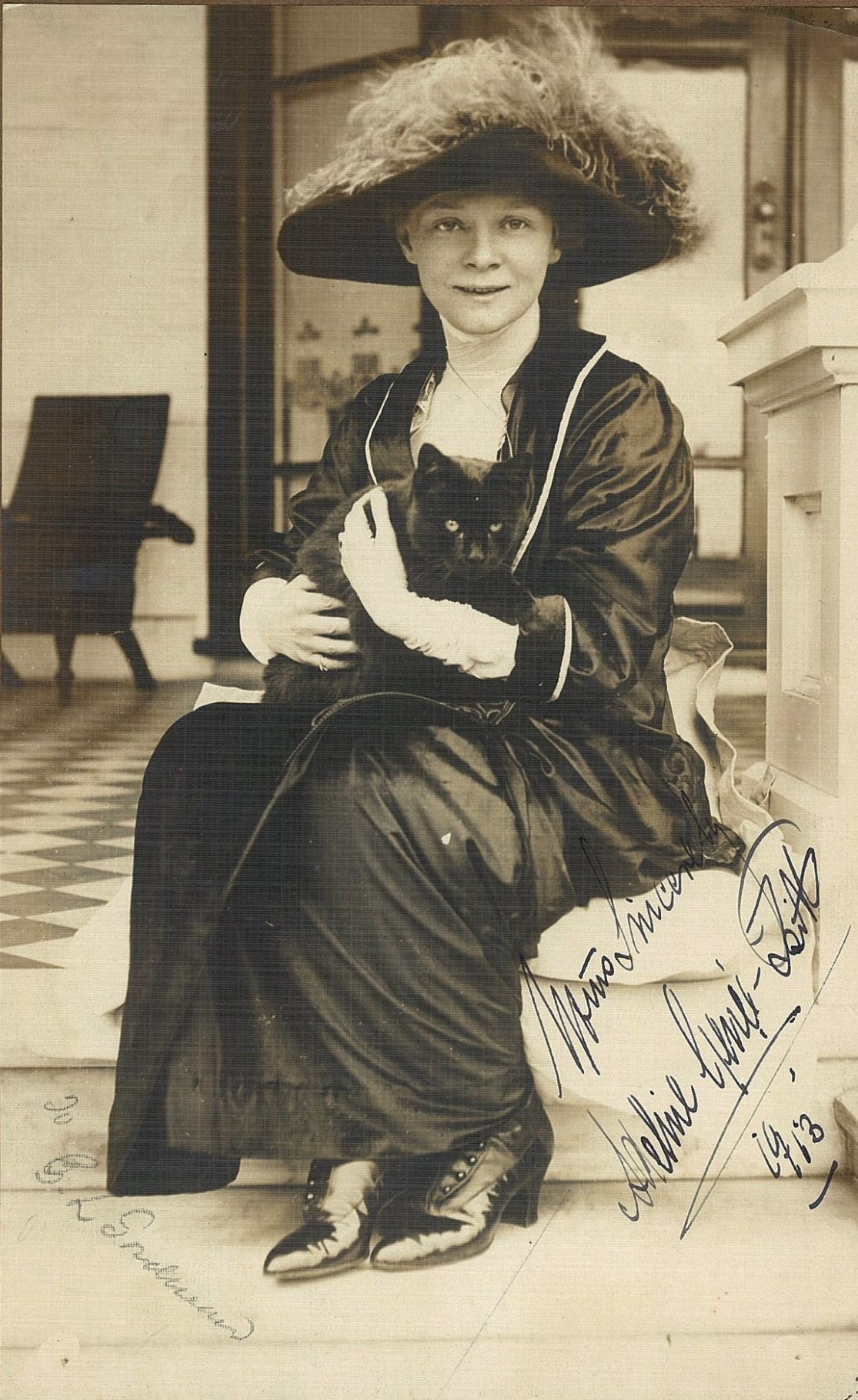
Opernsängerin Adeline Genée, Sydney, 1913
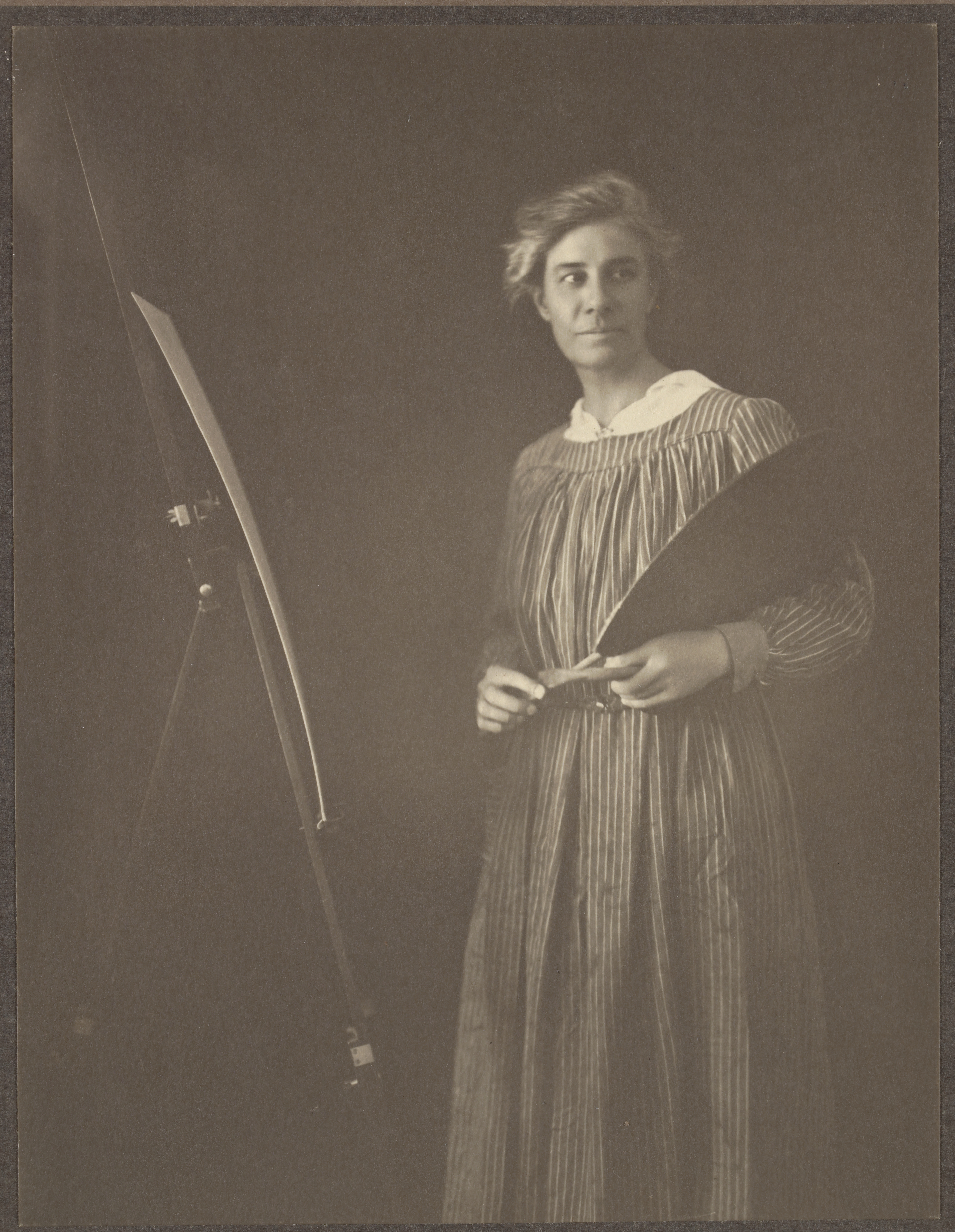
Jo Sweatman, etwa 1910 bis 1913
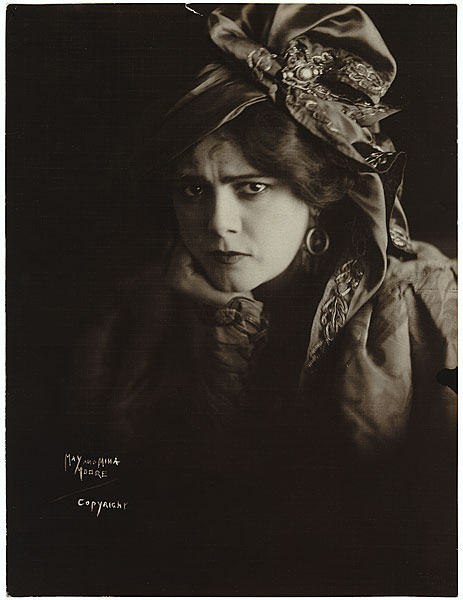
Elisabeth „Lily“ Brayton, britische Schauspielerin
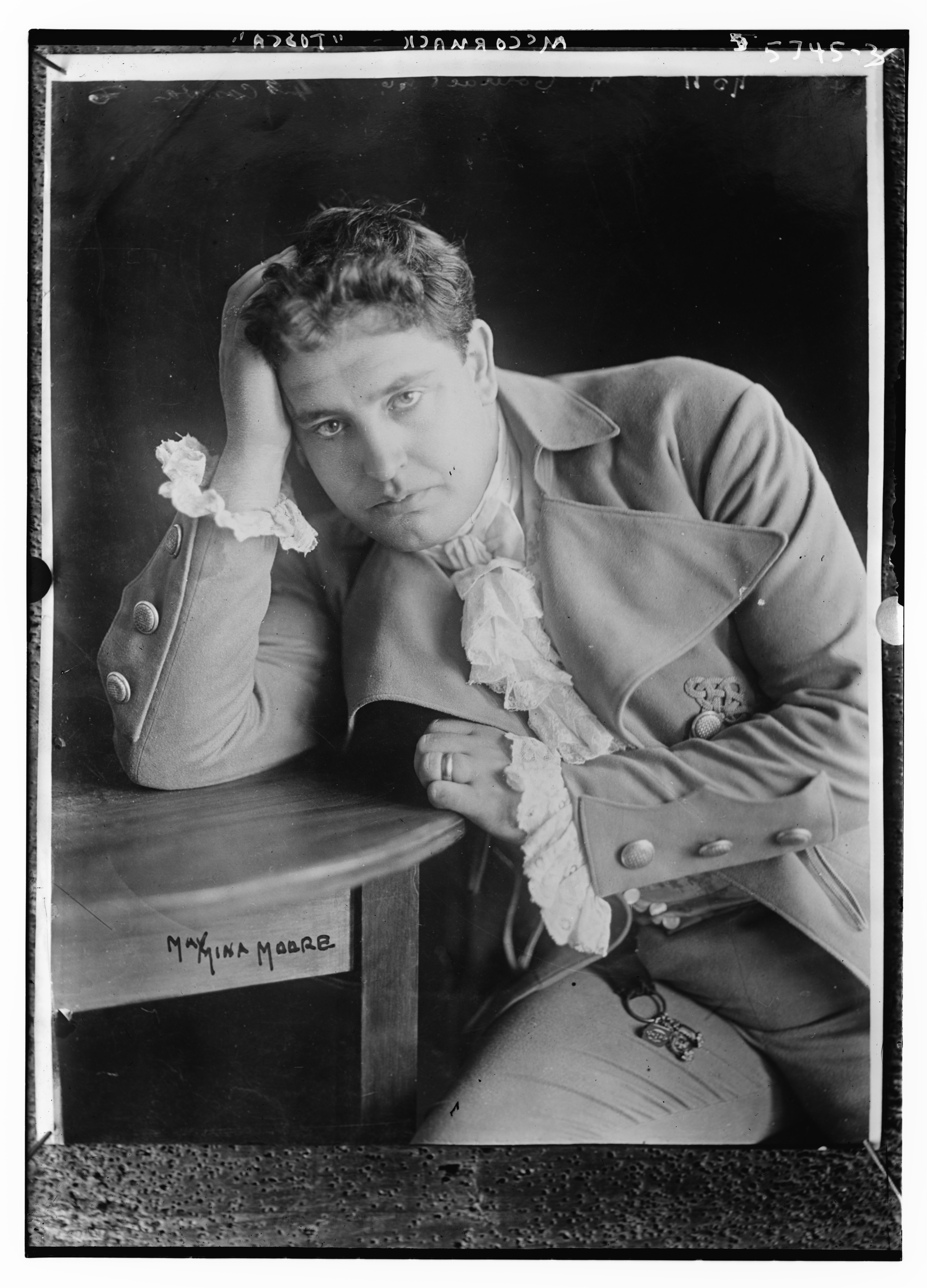
McCormack Tosca
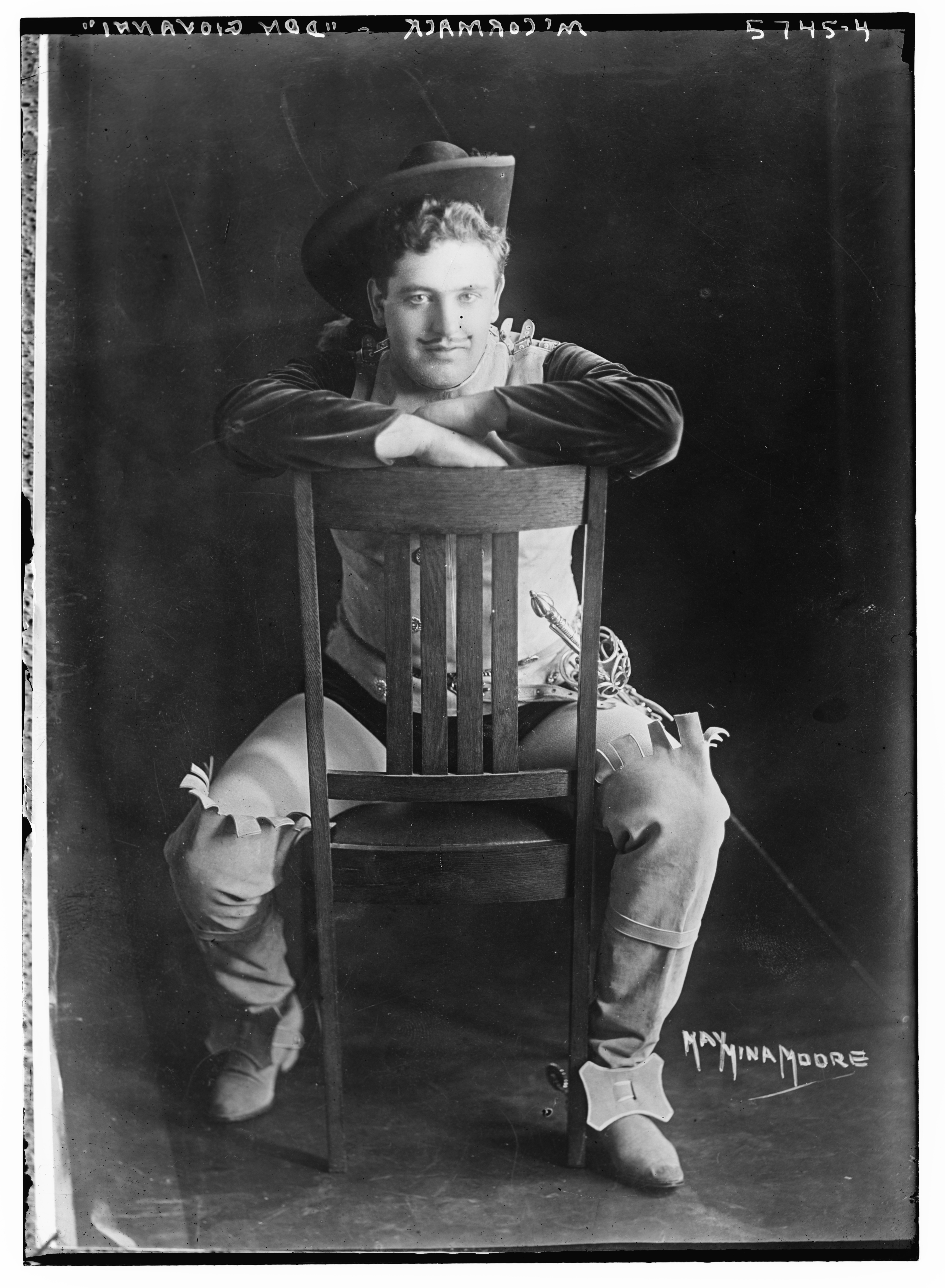
McCormack Don Giovanni, 1900
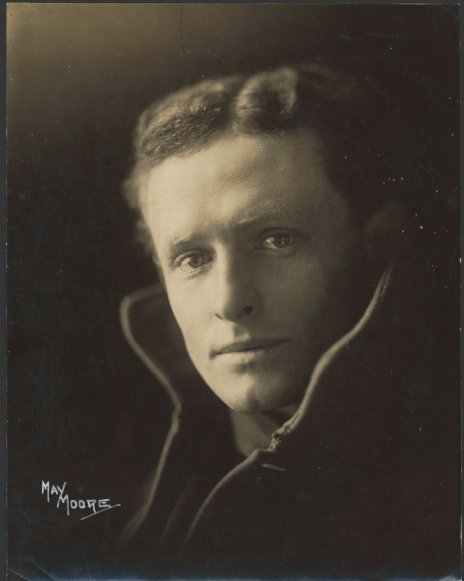
Leon Gellert, australischer Dichter
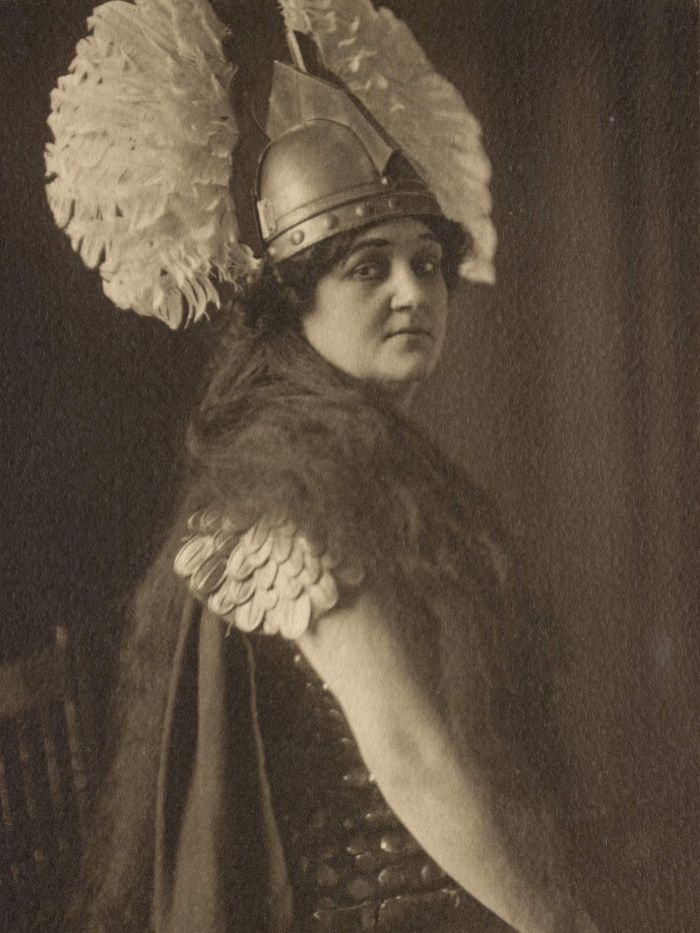
Porträtfoto von Perceval Allen im Brunnhilde-Kostüm, 1913
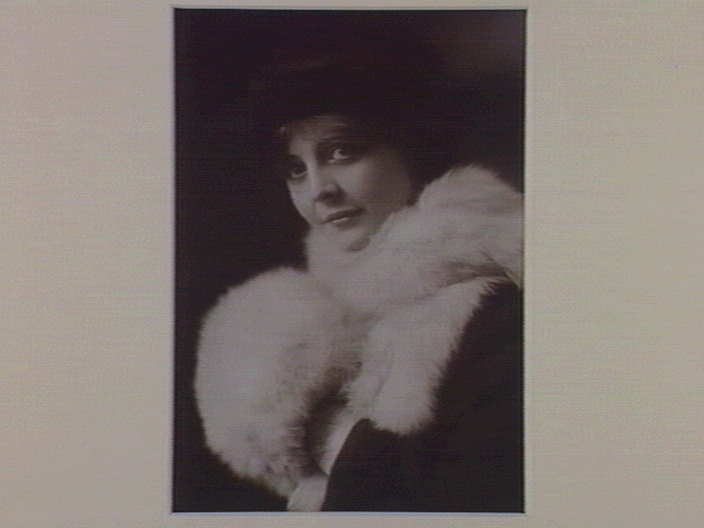
Porträt von Enid Bennett, 1916
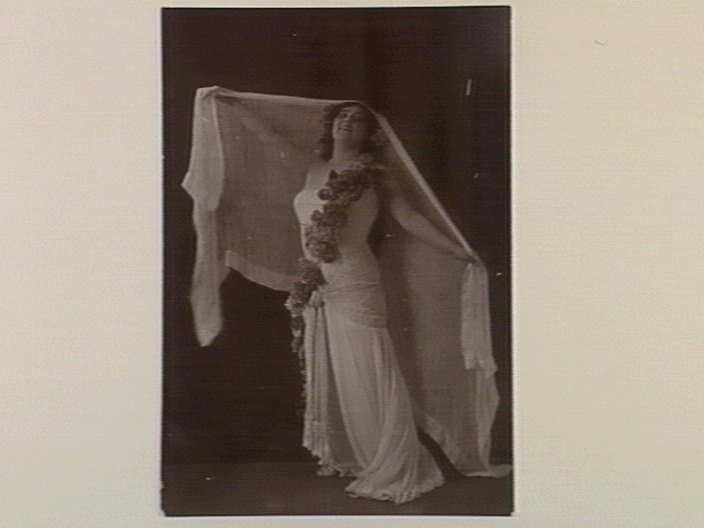
Ganzkörperporträt von Eleanora de Cisneros, 1913
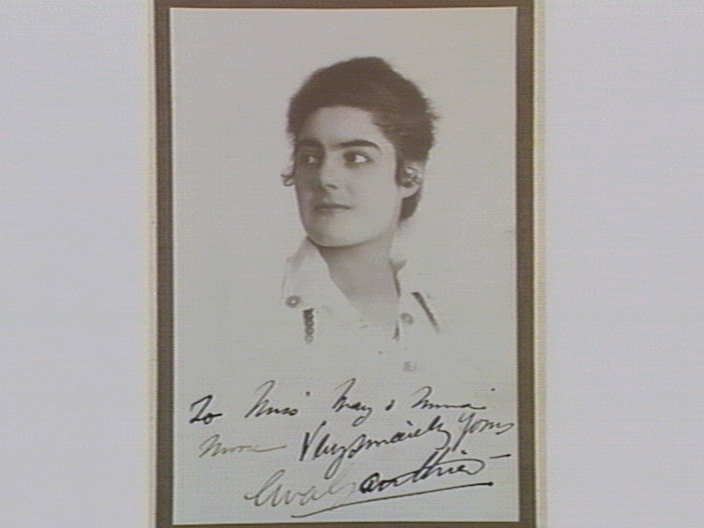
Porträt von Eva Gauthier, 1913
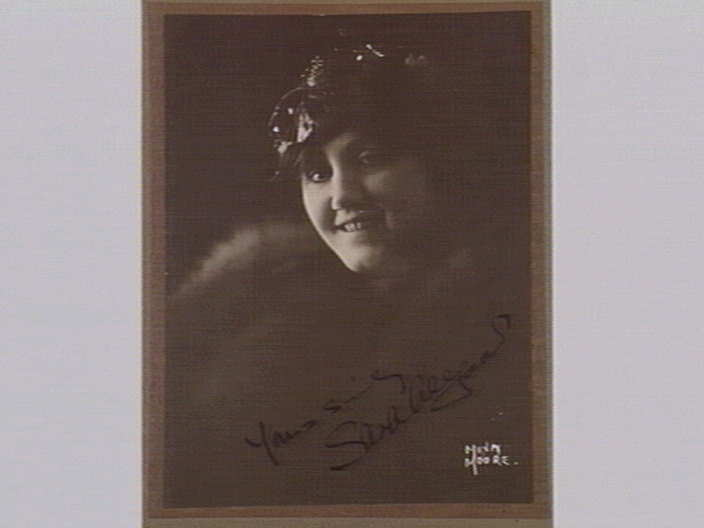
Porträt von Sara Allgood, 1913
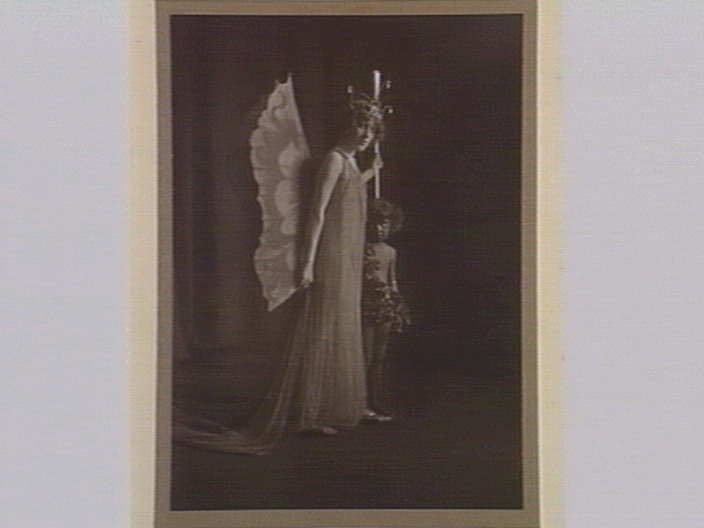
Ganzkörperporträt von Lilian Birtles im Kostüm aus Sommernachtstraum, 1913
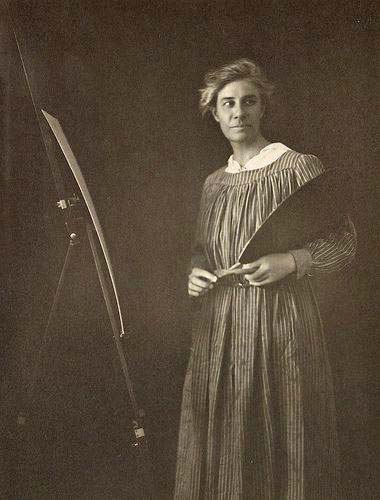
Jo Sweatman
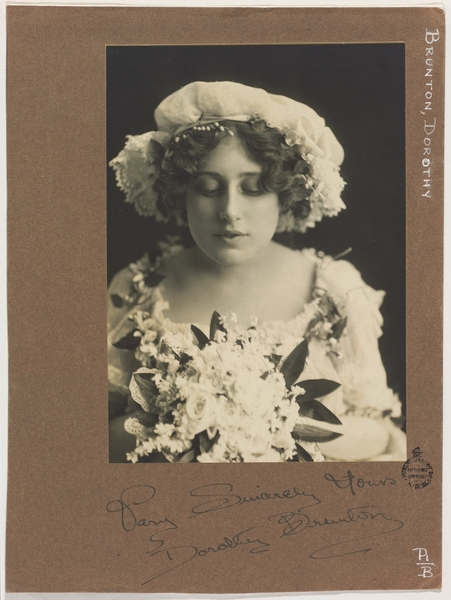
Dorothy Brunton (1890–1977)

## Fotografie von Mina Moore

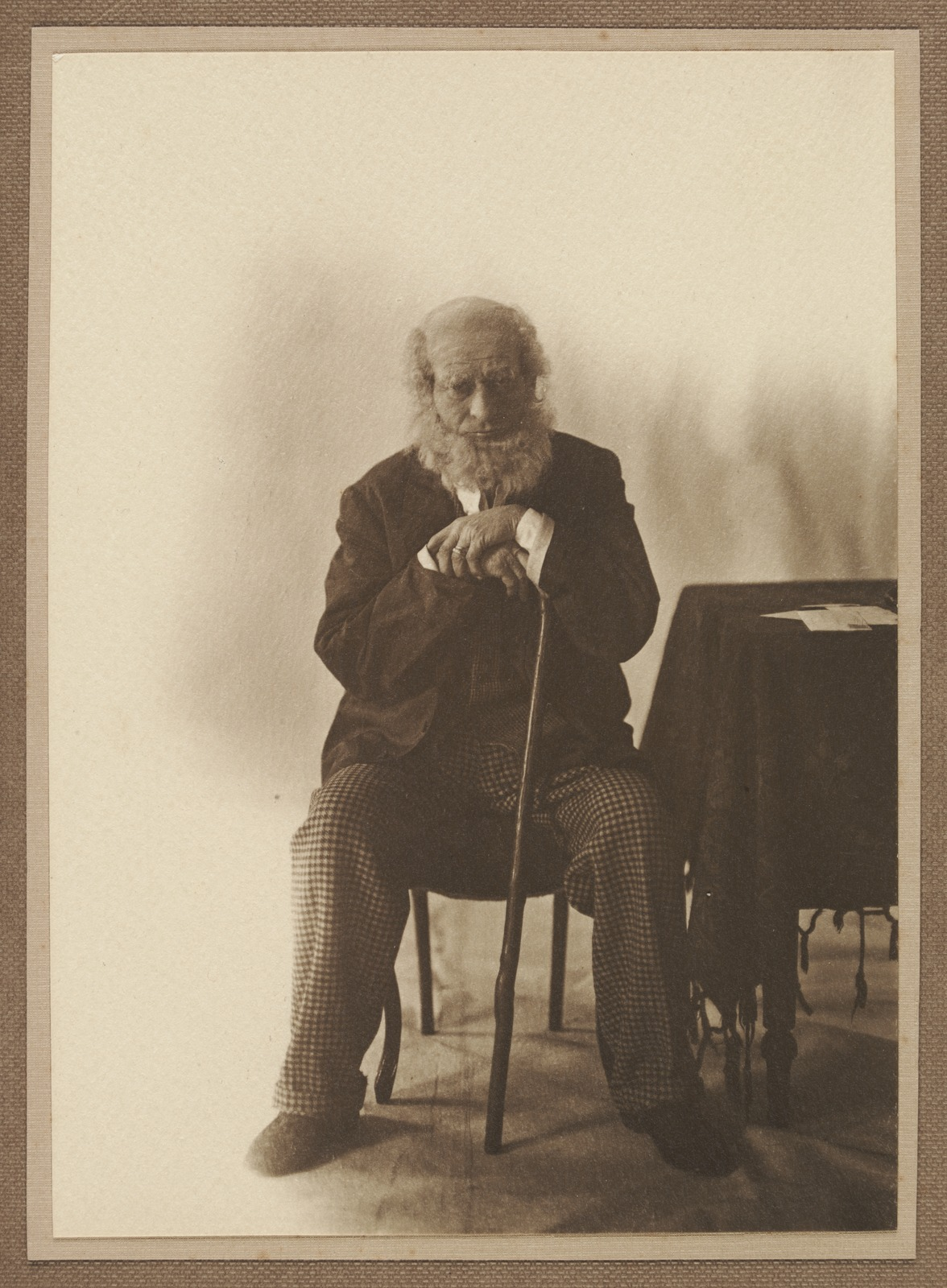
Bert Bailey geschminkt und kostümiert, 1912

## Fotografien von May Moore

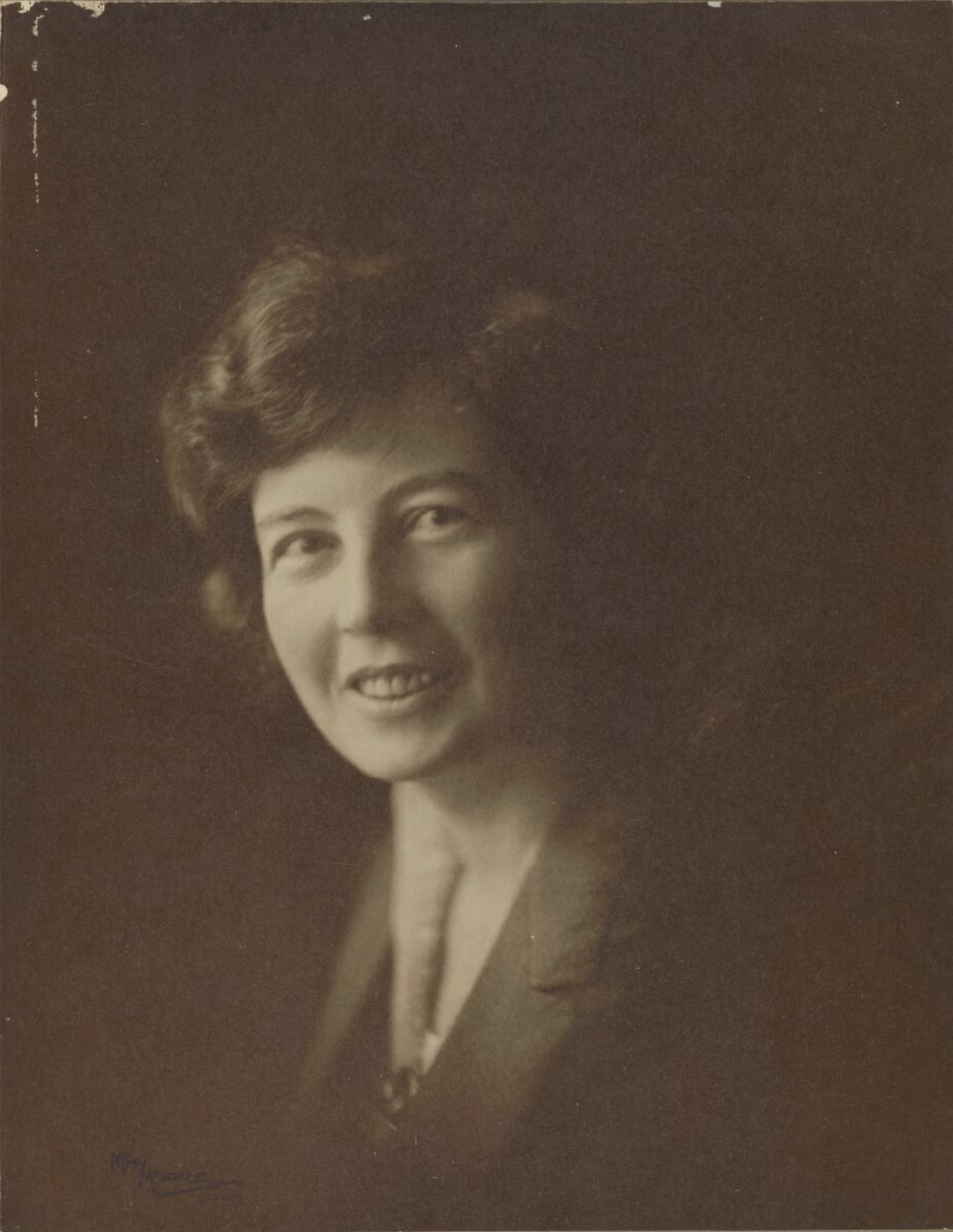
Porträt von Nora Kelly, 1927
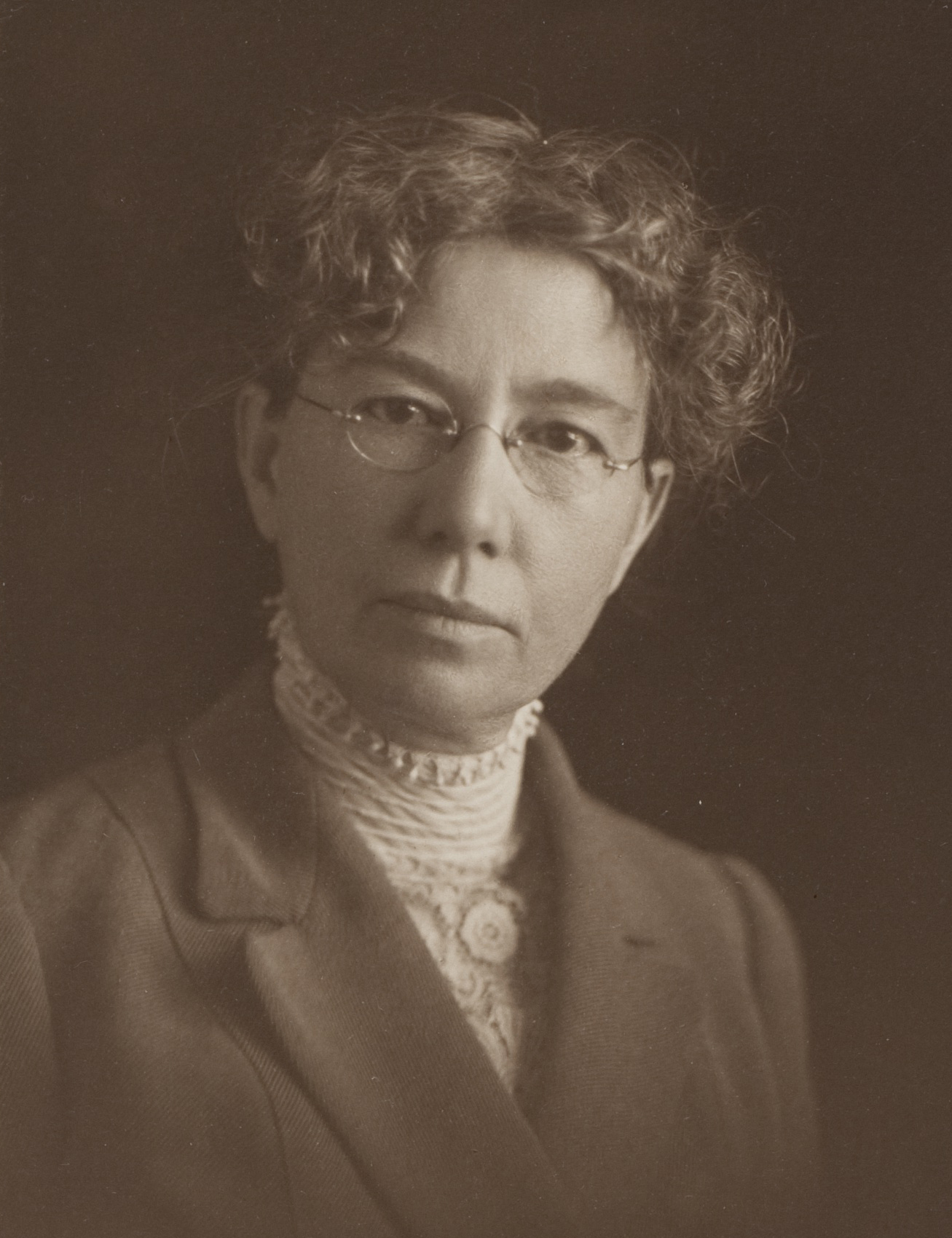
Mary Gilmore, australische Schriftstellerin und Journalistin, 1916
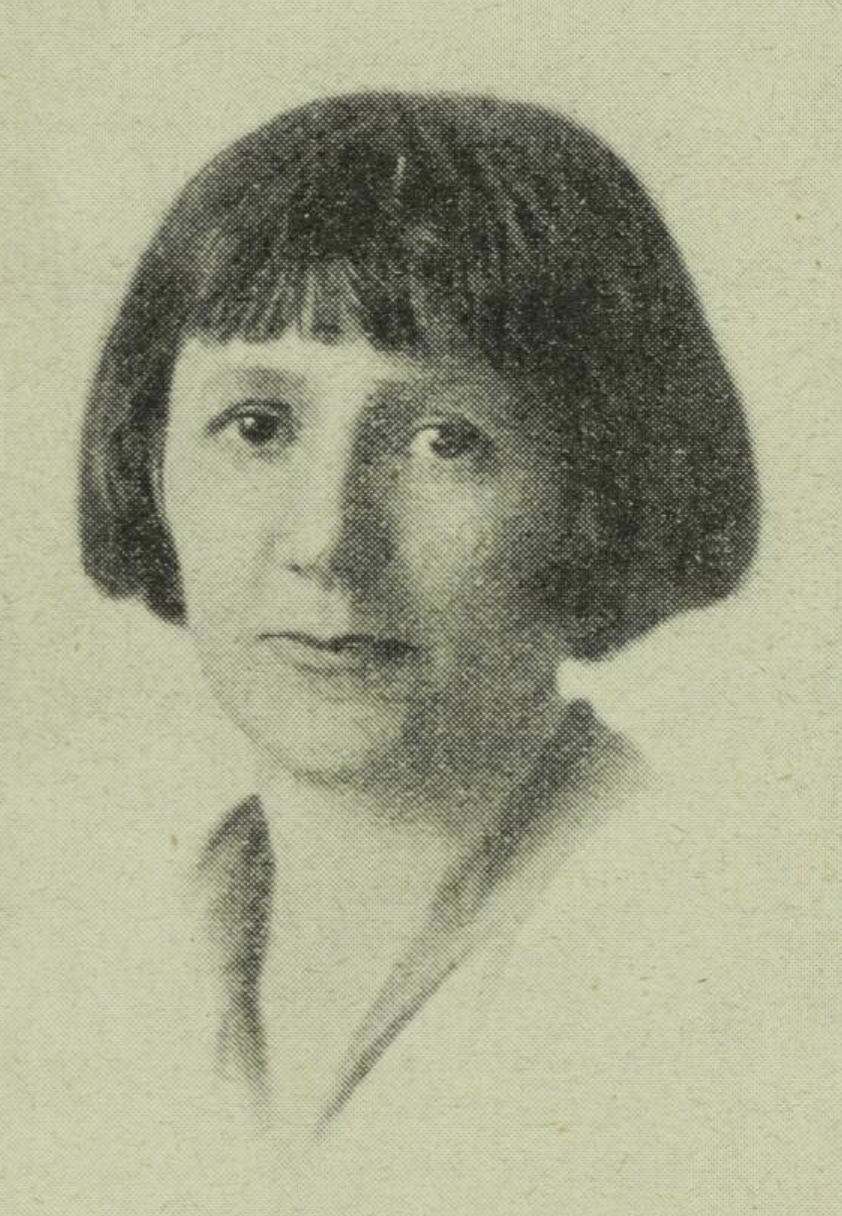
Margaret Fane (geb. Beatrice Florence Osborn, 10. Januar 1887–1962), australische Schriftstellerin und Dichterin
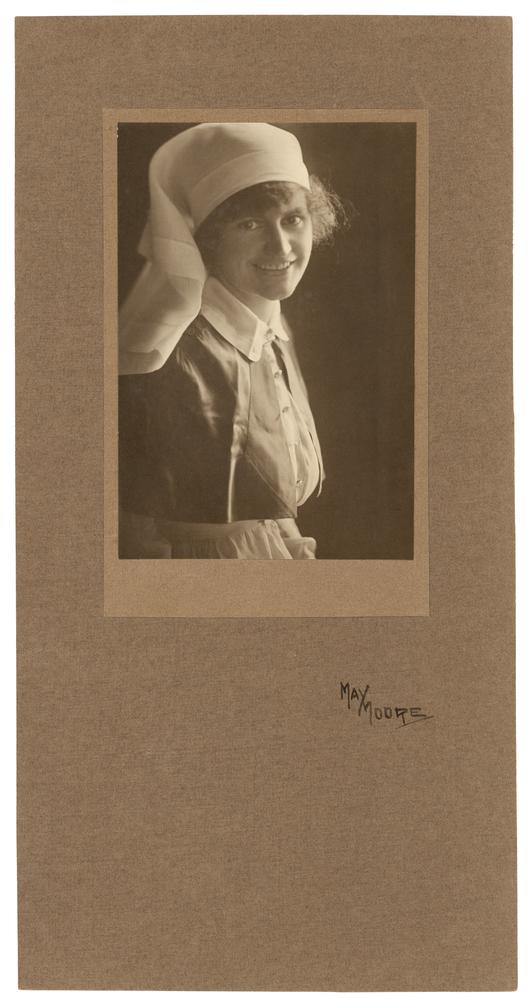
Stella Davies meldete sich im März 1915 freiwillig für den Krankenpflegedienst der australischen Armee und diente in Ägypten und Frankreich im Australian General Hospital Nr. 1.

## Ausstellungen
- 1907: May Moore stellte auf der New Zealand International Exhibition aus, Christchurch
- 1907: May Moore stellte ihre auf Elfenbein gemalten Miniaturen in der NSW Society of Women Painters aus
- 1981: May Moore wird in der Ausstellung „Australische Fotografinnen 1840–1950“ der George Paton Gallery gezeigt
- 1996: May Moore wird in der Wanderausstellung „The Reflecting Eye: Portraits of Australian Visual Artists“ der National Portrait Gallery vorgestellt
- 2000: May Moore wird in der Ausstellung „Mirror with a Memory: Portraiture in Australia“ der National Portrait Gallery vorgestellt

## Sammlungen
- Art Gallery of New South Wales, Sydney
- Art Gallery of South Australia
- Castlemaine Art Gallery and Historical Museum
- La Trobe Collection, State Library of Victoria, Melbourne
- Macleay Photograph Collection, Macleay Museum Collection, NSW
- Australische Nationalgalerie von Victoria
- Shaw Research Library, Victoria
- National Gallery of Australia, Canberra